# ساسواد
ساسواد (به انگلیسی: Saswad) یک منطقهٔ مسکونی در هند است که در Pune district واقع شده‌است. ساسواد ۱٬۳۱٬۸۲۱ نفر جمعیت دارد و ۷۶۷ متر بالاتر از سطح دریا واقع شده‌است.